# Мишівка темна
Мишівка темна (Sicista severtzovi) — один з 13 видів, що представляють рід Мишівка (Sicista). Раніше розглядався як підвид Sicista subtilis, але тепер визнається в як окремий вид у першу чергу на основі каріотипу.

## Фізичні характеристики
Відмінності від мишівки степової вкрай незначні. Подібно до останнього виду, довжина хвоста 68–80 мм, і він лише на 1/4–1/5 перевищує довжину тіла (55–70 мм). На спині з боків центральної смуги, є дві надстегнові темні смуги; ступня 13–16 мм.

## Середовище проживання
Цей вид зустрічається на південному заході Росії та в Україні на схід від Дніпра до Дону, включаючи Середньоруську височину. Поширений у степовій і лісостеповій зонах і пов'язаних з луками з високими травами.

## Поведінка
Вид погано вивчений, має розсіяний розподіл і солітарний. Харчується переважно насінням і комахами, а також ягодами, плодами. Норовий зимосплячий вид із виразною сутінковою активністю. Розмножується раз на рік, після зимової сплячки. Народжує 3–5 малят.

## Загрози та охорона
Найсерйознішу загрозу для виду становить руйнування середовища проживання. Занесений до Червоної книги України під категорією III (рідкісний, але не під загрозою зникнення). Живе на північному сході України (Загороднюк, Коробченко, 2008) та в Центрально-чорноземному державному заповіднику в Росії. Вид охороняється на заповідних територіях Луганщини.